# Élections sénatoriales de 1995 dans le Tarn
Les élections sénatoriales dans le Tarn ont eu lieu le dimanche 24 septembre 1995. 

## Contexte départemental
Lors des élections sénatoriales du 28 septembre 1986 dans le Tarn, deux sénateurs ont été élus, deux UDF et un RPR.
Depuis, tous les effectifs du collège électoral des grands électeurs ont été renouvelés, avec les élections législatives de 1993, les élections régionales françaises de 1992, les élections cantonales de 1992 et 1994 et les élections municipales françaises de 1995.

## Sénateurs sortants
| Sénateur | Sénateur       | Parti | Autres mandats                              |
| -------- | -------------- | ----- | ------------------------------------------- |
|          | François Delga | UDF   | Maire de Lautrec, ancien conseiller général |
|          | Louis Brives   | UDF   | Maire de Cuq-Toulza, conseiller général     |

## Résultats
| Candidat       | Candidat          | Parti          | Premier tour | Premier tour | Second tour | Second tour |
| Candidat       | Candidat          | Parti          | Voix         | %            | Voix        | %           |
| -------------- | ----------------- | -------------- | ------------ | ------------ | ----------- | ----------- |
|                | Jean-Marc Pastor  | PS             | 468          | 47,95        | 528         | 53,39       |
|                | Georges Mazars    | PS             | 420          | 43,03        | 505         | 51,06       |
|                | Albert Mamy       | UDF            | 245          | 25,10        | 437         | 44,19       |
|                | Jacqueline Salvan | RPR            | 232          | 23,77        | 431         | 43,58       |
|                | François Delga    | DVD            | 195          | 19,98        |             |             |
|                | Pierre Nespoulos  | UDF            | 75           | 7,68         |             |             |
|                | Pierre Carneau    | RPR            | 66           | 6,76         |             |             |
|                | Louis Tignères    | PCF            | 58           | 5,94         |             |             |
|                | Robert Raffanel   | PCF            | 58           | 5,94         |             |             |
|                | Christian Emaille | GE             | 15           | 1,54         |             |             |
|                |                   |                |              |              |             |             |
| Inscrits       | Inscrits          | Inscrits       | 997          | 100,00       | 997         | 100,00      |
| Abstentions    | Abstentions       | Abstentions    | 8            | 0,80         | 4           | 0,40        |
| Votants        | Votants           | Votants        | 989          | 99,20        | 993         | 99,60       |
| Blancs et nuls | Blancs et nuls    | Blancs et nuls | 13           | 1,31         | 4           | 0,40        |
| Exprimés       | Exprimés          | Exprimés       | 976          | 98,69        | 989         | 99,60       |

## Sénateurs élus
| Sénateur | Sénateur         | Parti |
| -------- | ---------------- | ----- |
|          | Jean-Marc Pastor | PS    |
|          | Georges Mazars   | PS    |